# Blackwall Ice Stream
Il Blackwall Ice Stream (in lingua inglese: Flusso di ghiaccio Blackwall) è un flusso di ghiaccio antartico con una leggera forma a S, lungo 440 km e largo 12 km. Scende dai circa 1.900 m di quota iniziali fino a 730 m nel punto in cui va a confluire nel Ghiacciaio Recovery, tra l'Argentina Range e i Whichaway Nunataks, nei Monti Pensacola, in Antartide. 
La denominazione è stata assegnata in onore di Hugh Blackwall Evans (1874–1975), naturalista canadese di origine inglese che faceva parte della British Antarctic Expedition, 1898–1900, guidata dall'esploratore norvegese Carsten Borchgrevink.